# Легка атлетика на літній Спартакіаді УРСР 1983
Змагання з легкої атлетики на VIII літній Спартакіаді УРСР проходили 25-29 травня у Харкові на стадіоні «Динамо». За традицією, на змаганнях одночасно були розіграні медалі чемпіонату УРСР з легкої атлетики.
Республіканські чемпіонати з інших дисциплін легкої атлетики були проведені окремо.

## Основна програма Спартакіади

### Чоловіки
| Дисципліни                | Золото                                | Золото   | Срібло                                 | Срібло   | Бронза                                                       | Бронза   |
| ------------------------- | ------------------------------------- | -------- | -------------------------------------- | -------- | ------------------------------------------------------------ | -------- |
| 100 метрів                | Віктор Бризгін Ворошиловградська обл. | 10,51    | Андрій Федорів Львівська обл.          | 10,60    | Володимир Лосєв Ворошиловградська обл.Віталій Бойко Київ     | 10,62    |
| 200 метрів                | Андрій Федорів Львівська обл.         | 20,93    | Володимир Лосєв Ворошиловградська обл. | 21,07    | Віктор Бураков Київ                                          | 21,17    |
| 400 метрів                | Валерій Сташук Київ                   | 47,16    | Юрій Григор'єв Харківська обл.         | 47,40    | Валерій Бойчук Дніпропетровська обл.                         | 47,69    |
| 800 метрів                | Леонід Масунов Одеська обл.           | 1.49,45  | Сергій Горшков Кримська обл.           | 1.49,50  | Анатолій Решетняк Кримська обл.                              | 1.49,80  |
| 1500 метрів               | Сергій Кудлацький Київська обл.       | 3.44,02  | Петро Анисим Вінницька обл.            | 3.44,81  | Анатолій Легеда Чернігівська обл.                            | 3.44,95  |
| 5000 метрів               | Анатолій Крохмалюк Вінницька обл.     | 13.45,07 | Володимир Шестеров Харківська обл.     | 13.50,38 | Костянтин Лебедєв Київ                                       | 13.51,03 |
| 10000 метрів              | Володимир Шестеров Харківська обл.    | 28.39,40 | Олександр Мокринський Кримська обл.    | 28.41,22 | Василь Терентьєв Донецька обл.Віктор Недибалюк Київська обл. | 28.42,03 |
| 110 метрів з бар'єрами    | Микола Куляша Дніпропетровська обл.   | 14,09    | Сергій Красовський Донецька обл.       | 14,36    | Олександр Кузьменко Київська обл.                            | 14,42    |
| 400 метрів з бар'єрами    | Василь Архипенко Донецька обл.        | 49,20    | Сергій Мельников Донецька обл.         | 49,71    | Олександр Чешко Київ                                         | 50,09    |
| 3000 метрів з перешкодами | Олександр Загоруйко Вінницька обл.    | 8.33,33  | Валерій Вандяк Тернопільська обл.      | 8.34,44  | Юрій Бордюгов Київська обл.                                  | 8.34,50  |
| 4×100 метрів              | Ворошиловградська обл.                | 40,17    | Харківська обл.                        | 40,35    | Київ                                                         | 40,41    |
| Стрибки у висоту          | Володимир Граненков Київ              | 2,23     | Геннадій Авдеєнко Одеська обл.         | 2,23     | Василь Махонін Донецька обл.                                 | 2,20     |
| Стрибки з жердиною        | Сергій Бубка Донецька обл.            | 5,60     | Олександр Черняєв Київ                 | 5,60     | Василь Бубка Донецька обл.                                   | 5,40     |
| Стрибки в довжину         | Вадим Кобилянський Харківська обл.    | 7,82     | Сергій Лапко Донецька обл.             | 7,69     | Юрій Шарапанюк Полтавська обл.                               | 7,58     |
| Потрійний стрибок         | Григорій Ємець Дніпропетровська обл.  | 17,05 NR | Олександр Яковлєв Київ                 | 16,94    | Микола Мусієнко Дніпропетровська обл.                        | 16,66    |
| Штовхання ядра            | Сергій Соломко Донецька обл.          | 20,10    | Володимир Єлисєєв Запорізька обл.      | 19,95    | Володимир Кисельов Полтавська обл.                           | 19,89    |
| Метання диска             | Володимир Зінченко Запорізька обл.    | 63,76    | Ігор Дугинець Одеська обл.             | 63,32    | Дмитро Ковцун Київ                                           | 62,24    |
| Метання молота            | Юрій Сєдих Київ                       | 80,42    | Юрій Тамм Київ                         | 76,56    | Юрій Пастухов Дніпропетровська обл.                          | 76,02    |
| Метання списа             | Сергій Гаврась Харківська обл.        | 83,32    | Василь Єршов Запорізька обл.           | 81,90    | Володимир Гаврилюк Донецька обл.                             | 77,10    |

### Жінки
| Дисципліна             | Золото                                  | Золото  | Срібло                                   | Срібло  | Бронза                                    | Бронза  |
| ---------------------- | --------------------------------------- | ------- | ---------------------------------------- | ------- | ----------------------------------------- | ------- |
| 100 метрів             | Антоніна Статегопуло Київ               | 11,64   | Любов Сокольчук Донецька обл.            | 11,71   | Вікторія Рождественська Кримська обл.     | 11,74   |
| 200 метрів             | Ірина Ольховникова Запорізька обл.      | 23,01   | Вікторія Рождественська Кримська обл.    | 23,69   | Антоніна Статегопуло Київ                 | 23,74   |
| 400 метрів             | Ольга Владикіна Ворошиловградська обл.  | 51,68   | Марія Пінігіна Київ                      | 52,24   | Людмила Джигалова Харківська обл.         | 53,45   |
| 800 метрів             | Світлана Попова Харківська обл.         | 1.59,60 | Тетяна Хамітова Запорізька обл.          | 2.01,48 | Тетяна Мішкель Харківська обл.            | 2.02,20 |
| 1500 метрів            | Світлана Попова Харківська обл.         | 4.07,11 | Надія Ралдугіна Кримська обл.            | 4.07,81 | Тамара Коба Дніпропетровська обл.         | 4.08,92 |
| 3000 метрів            | Надія Ралдугіна Кримська обл.           | 8.49,17 | Гіана Романова Львівська обл.            | 8.54,58 | Олена Скачкова Харківська обл.            | 8.58,78 |
| 100 метрів з бар'єрами | Надія Коршунова Харківська обл.         | 13,20   | Тетяна Малюванець Ворошиловградська обл. | 13,36   | Олена Кудинова Харківська обл.            | 13,47   |
| 400 метрів з бар'єрами | Тетяна Василенко Ворошиловградська обл. | 56,94   | Тамара Бєлишева Дніпропетровська обл.    | 57,37   | Галина Говдун Дніпропетровська обл.       | 58,42   |
| 4×100 метрів           | Запорізька обл.                         | 45,55   | Дніпропетровська обл.                    | 45,67   | Донецька обл.                             | 45,83   |
| Стрибки у висоту       | Ніна Сербіна Київ                       | 1,85    | Ольга Бондаренко Донецька обл.           | 1,80    | Світлана Ніколаєва Ворошиловградська обл. | 1,80    |
| Стрибки в довжину      | Олена Яцук Донецька обл.                | 6,55    | Лариса Бережна Київ                      | 6,54    | Любов Пізня Київ                          | 6,38    |
| Штовхання ядра         | Нуну Абашидзе Одеська обл.              | 19,60   | Олена Козлова Київ                       | 18,96   | Тетяна Щербонос Ворошиловградська обл.    | 18,81   |
| Метання диска          | Валентина Карсак Одеська обл.           | 61,62   | Лариса Михальченко Харківська обл.       | 59,12   | Надія Мартинчук Ворошиловградська обл.    | 58,88   |
| Метання списа          | Наталія Гнутова Київська обл.           | 59,40   | Зінаїда Гавриліна Донецька обл.          | 58,38   | Валентина Шаповалова Харківська обл.      | 54,47   |

## Інші чемпіонати
- Зимовий чемпіонат УРСР з легкоатлетичних метань 1983 був проведений з 31 січня по 1 лютого в Ялті.
- Чемпіонат УРСР з кросу 1983 в програмі Спартакіади УРСР був проведений 17 квітня у Черкасах.
- Чемпіонат УРСР з легкоатлетичних багатоборств 1983 у програмі Спартакіади УРСР був проведений 11-12 травня у Києві на Республіканському стадіоні.
- Чемпіонат УРСР зі спортивної ходьби 1983 в програмі Спартакіади УРСР був проведений 17 травня у Черкасах на шосейній трасі, прокладеній вулицями міста. Звання чемпіонів виборювали лише чоловіки на дистанціях 20 та 30 кілометрів.
- Чемпіонат УРСР з марафонського бігу 1983 був проведений 7 жовтня в Ужгороді. Траса змагань була прокладена вулицями міста та Чопським шосе зі стартом та фінішем на стадіоні «Авангард».

#### Чоловіки
| Дисципліни               | Золото                            | Золото  | Срібло                          | Срібло  | Бронза                             | Бронза  |
| ------------------------ | --------------------------------- | ------- | ------------------------------- | ------- | ---------------------------------- | ------- |
| Метання диска (зимовий)  |                                   |         |                                 |         |                                    |         |
| Метання молота (зимовий) |                                   |         |                                 |         |                                    |         |
| Метання списа (зимовий)  |                                   |         | Едуард Будник Київська обл.     | 77,50   |                                    |         |
| Крос 2 км                | Петро Анисим Вінницька обл.       |         |                                 |         |                                    |         |
| Крос 8 км                | Анатолій Крохмалюк Вінницька обл. | 23.35,0 |                                 |         |                                    |         |
| Крос 12 км               | Віктор Недибалюк Київська обл.    | 36.00,0 |                                 |         |                                    |         |
| Десятиборство            | Ігор Колованов Харківська обл.    | 8308    | Михайло Романюк Львівська обл.  | 8171    | Сергій Попов Дніпропетровська обл. | 8095    |
| Ходьба 20 кілометрів     | Микола Винниченко Харківська обл. | 1:25.04 | Анатолій Горшков Київ           | 1:27.45 | Сергій Процишин Львівська обл.     | 1:28.20 |
| Ходьба 30 кілометрів     | Віктор Чернов Житомирська обл.    | 2:19.23 | Володимир Пишко Харківська обл. | 2:21.48 | Петро Мельник Львівська обл.       | 2:24.18 |
| Марафон                  | Олександр База Київ               | 2:14.33 | Володимир Никитюк Київ          | 2:16.55 | Віктор Семенов Київ                | 2:17.07 |

#### Жінки
| Дисципліни              | Золото                          | Золото     | Срібло                                  | Срібло  | Бронза                             | Бронза  |
| ----------------------- | ------------------------------- | ---------- | --------------------------------------- | ------- | ---------------------------------- | ------- |
| Метання диска (зимовий) |                                 |            |                                         |         |                                    |         |
| Метання списа (зимовий) |                                 |            |                                         |         |                                    |         |
| Крос 2 км               | Тетяна Хамітова Запорізька обл. | 6.10,0     |                                         |         |                                    |         |
| Крос 3 км               | Марія Клюкіна Запорізька обл.   | 9.48,8     |                                         |         |                                    |         |
| Семиборство             | Тетяна Шпак Донецька обл.       | 6320       | Олександра Константинова Черкаська обл. | 6205    | Віра Юрченко Дніпропетровська обл. | 6105    |
| Марафон                 | Ганна Домарадська Київ          | 2:36.20 NR | Анна Донник Київська обл.               | 2:40.37 | Галина Швидка Київ                 | 2:44.26 |